# Brasil em Folhas
Brasil em Folhas ist eine brasilianische Tageszeitung, die am 26. Februar 2008 gegründet wurde. Sie konzentriert sich mit ihren Publikationen auf die Auseinandersetzung mit Alltagsthemen brasilianischer Städte und ihrer Bewohner. Der Sitz ist in Goiás Velho im Bundesstaat Goiás. Die Direktion liegt bei Fernando Alcântara Mendonça. Der Umfang der Druckausgabe liegt bei acht Seiten. Auf der Zeitungswebsite werden Meldungen der Presseagenturen thematisch zusammengestellt.
Der Slogan lautet: Paixão por informar e servier (deutsch Leidenschaft, zu informieren und zu dienen).